# 9-й Одеський міжнародний кінофестиваль
9-й Одеський міжнародний кінофестиваль проходив з 13 по 21 липня 2018 року в Одесі, Україна. Фільмом відкриття кінофестивалю стала копродукційна стрічка Ісландії, Франції та України «Гірська жінка: на війні» режисера Бенедикта Ерлінґсона. Покази фільмів-учасників конкурсних і позаконкурсних програм відбувалися у Фестивальному палаці, кінотеатрі «Родина», «Зеленому театрі» та на Потьомкінських сходах. Ведучими церемонії відкриття та закриття кінофестивалю другий рік поспіль виступили Яніна Соколова та Олег Панюта. Спеціальними гостями ОМКФ цього року стали режисерка Наомі Кавасе, американський актор Ерік Робертс та британська акторка Жаклін Біссет.
Гран-прі кінофестивалю здобула стрічка «Кришталь» режисерки Дар'ї Жук.

## Перебіг фестивалю
У грудні 2017 року Одеський міжнародний кінофестиваль представив нову номінацію в Національному конкурсі — «Найкраща режисерська робота», — яка додасться до вже існуючих номінацій («Найкращий український повнометражний фільм», «Найкращий український короткометражний фільм», «Найкраща акторська робота») на 9-му ОМКФ 2018 року.
14 грудня 2017 року було оголошено про початок приймання заявок фільмів до міжнародної, національної та документальної конкурсних програм 9-го ОМКФ, який тривав до 10 квітня 2018.
12 березня 2018 було оголошено, що 14 липня на ОМКФ відбудеться кіноперформанс під відкритим небом на Потьомкінських сходах, під час якого в супроводі симфонічного оркестру покажуть один з найвідоміших фільмів епохи німого кіно «Безпека в останню чергу! » («Safety Last!», 1923) з Гарольдом Ллойдом у головній ролі.
26 квітня 2018 року 9-й Одеський міжнародний кінофестиваль презентував цьогорічний офіційний імідж, авторами якого став артдует братів-близнюків Івана та Василя Костенків, засновників BRATY Art Studio.
24 травня 2018 було презентовано іміджевий ролик 9-го ОМКФ, автором ідеї та сценаристом якого став український режисер Ігор Стеколенко.
4 червня 2018 року було оголошено журі Національної конкурсної програми ОМКФ-2018, до якого увійшли українська акторка Катерина Молчанова, грузинський кінорежисер і сценарист Леван Когуашвілі, куратор Berlinale Co-production Market Мартіна Блайз та французька продюсерка Маріанна Слот.
На прес-конференціях 9-го ОМКФ, які пройшли 13 червня в Києві (кінотеатр «Оскар») і 14 червня в Одесі, оголосили програму кінофестивалю та склад журі. Для участі в конкурсних програмах кінофестивалю цього року було подано 1011 фільмів з 95 країн. Селекційна комісія відібрала 12 повнометражних фільмів з 19 країн (враховуючи країни копродукції), які боротимуться за Гран-прі ОМКФ — «Золотого Дюка», — та інші нагороди Міжнародного конкурсу. До конкурсу європейських документальних фільмів увійшли 8 робіт; Національний конкурс буде представлений 5 повнометражними та 10 короткометражними стрічками. Загалом на цьогорічному Одеському кінофестивалі в конкурсних і позаконкурсних програмах буде показано близько 49 українських або створених в копродукції з Україною фільмів. Також на прес-конференції було оголошено, що «Золотим дюком» за внесок у кіномистецтво ОМКФ нагородить українську акторку театру та кіно Аду Миколаївну Роговцеву.
19 червня 2018 року ОМКФ оголосив учасників конкурсів кінопроєктів, що знаходяться на стадії виробництва — Пітчингу та Work in progress, — які відбудуться в межах секції Film Industry Office, що проходитиме 17-20 липня. Цього року до конкурсів було відібрано 23 українські кінопроєкти.
20 червня було оголошено програму традиційного Літнього кіноринку Одеського міжнародного кінофестивалю, який пройде 16-19 липня в одеському кінотеатрі «Сінема Сіті».
22 червня було оголошено учасників пітчингу Odesa IFF ScripTeast Series Projects — конкурсу проєктів телесеріалів, організованого Одеським міжнародним кінофестивалем за підтримки української кінокомпанії Star Media та ScripTeast, європейської програми підготовки для найкращих сценаристів Східної Європи, організованої Незалежною кінофундацією. До участі у конкурсі було відібрано 6 проєктів.
7 липня 2018 року було оголошено, що фільмом закриття кінофестивалю стане стрічка французького режисера П'єра Сальвадорі «Щось не так з тобою » (фр. En liberté!) із Одрі Тоту в одній з головних ролей. Показ стрічки відбудеться 21 липня, у день урочистого закриття 9-го Одеського кінофестивалю, у Фестивальному палаці.
13 липня 2018 року в Одеському Національному академічному театрі опери та балету відбулася урочиста церемонія відкриття 9-го Одеського міжнародного кінофестивалю. Із вітальним словом на відкритті виступили віце-прем'єр-міністр України Павло Розенко, голова Державного агентства України з питань кіно Пилип Іллєнко, голова Одеської обласної державної адміністрації Максим Степанов, голова Одеської обласної ради Анатолій Урбанський та міський голова Одеси Геннадій Труханов. Цього вечора статуетку «Золотий Дюк» за внесок у кіномистецтво отримала Ада Роговцева, яку акторці вручив спеціальний гість кінофестивалю американський актор Ерік Робертс.
21 липня 2018 року в Одеському академічному театрі опери та балету відбулась урочиста церемонія закриття 9-го ОМКФ, де відбулося вручення нагород переможцям фестивалю. Головний приз ОМКФ – Ґран-прі Золотий Дюк – за результатами глядацького голосування отримав дебютний повнометражний фільм білоруської режисерки Дар'ї Жук «Кришталь».

## Журі

### Міжнародний конкурс
До складу журі Міжнародного конкурсу увійшли:
| Ім'я та прізвище | Ім'я та прізвище | Професія                | Країна            |
| ---------------- | ---------------- | ----------------------- | ----------------- |
|                  | Ева Пущиньська   | Голова журі, продюсерка | Польща            |
|                  | Рітеш Батра      | режисер, сценарист      | Індія             |
|                  | Ігор Мінаєв      | режисер, сценарист      | Україна / Франція |
|                  | Арно де Пальєр   | режисер, сценарист      | Франція           |
|                  | Ія Шуґліашвілі   | акторка                 | Грузія            |

### Національний конкурс
До складу журі Національного конкурсу (повнометражного і короткометражного) увійшли:
| Ім'я та прізвище | Ім'я та прізвище   | Професія                                                    | Країна    |
| ---------------- | ------------------ | ----------------------------------------------------------- | --------- |
|                  | Катерина Молчанова | акторка                                                     | Україна   |
|                  | Леван Когуашвілі   | кінорежисер, сценарист                                      | Грузія    |
|                  | Мартіна Блайз      | куратор Berlinale Co-production Market і Connecting Cottbus | Німеччина |
|                  | Маріанна Слот      | продюсер                                                    | Франція   |

### Конкурс європейських документальних фільмів
До складу журі Європейського документального конкурсу увійшли:
| Ім'я та прізвище | Ім'я та прізвище | Професія                                                 | Країна  |
| ---------------- | ---------------- | -------------------------------------------------------- | ------- |
|                  | Дорота Лех       | програмерка                                              | Польща  |
|                  | Остап Костюк     | режисер                                                  | Україна |
|                  | Галія Бадор      | директор Міжнародного кінофестивалю Docaviv у Тель-Авіві | Ізраїль |

### Журі ФІПРЕССІ
До складу журі Міжнародної федерації кінопреси (ФІПРЕССІ) увійшли:
| Ім'я та прізвище | Ім'я та прізвище | Професія       | Країна  |
| ---------------- | ---------------- | -------------- | ------- |
|                  | Сергій Васильєв  | кінознавець    | Україна |
|                  | Роберт Гортон    | кінокритик     | США     |
|                  | Саньїн Пейкович  | дослідник кіно | Швеція  |

## Конкурсна програма
| Лауреат Гран-прі «Золотий Дюк» виділений окремим кольором. |

| Найкращий фільм виділений окремим кольором. |

### Міжнародний конкурс
Фільми, відібрані до Міжнародного конкурсу:
| Українська назва | Оригінальна назва  | Режисер(и)                  | Країна виробництва                                              |
| ---------------- | ------------------ | --------------------------- | --------------------------------------------------------------- |
| Важіб            | Wajib              | Аннемарі Жасір              | Палестина Франція / Німеччина / Колумбія Норвегія / Катар / ОАЕ |
| Вежа. Ясний день | Wieża. Jasny dzień | Яґода Шельц                 | Польща                                                          |
| Вулкан           | Вулкан             | Роман Бондарчук             | Україна / Німеччина                                             |
| Дівчина          | Girl               | Лукас Донт                  | Бельгія                                                         |
| Дорога грому     | Thunder Road       | Джим Каммінґс               | США                                                             |
| Жаль             | Oίκτος             | Бабіс Макрідіс              | Греція / Польща                                                 |
| Кришталь         | Хрусталь           | Дар'я Жук                   | Білорусь / Німеччина США / Росія                                |
| Паризька освіта  | Mes provinciales   | Жан Поль Сівейрак           | Франція                                                         |
| Перелітні птахи  | Pájaros de verano  | Сіро Герра, Крістіна Гайєго | Колумбія / Данія                                                |
| Поророка         | Pororoca           | Константін Полеску          | Румунія / Франція                                               |
| Стікс            | Styx               | Вольфґанґ Фішер             | Німеччина / Австрія                                             |
| Три з половиною  | Три з половиною    | Дарія Гайкалова             | Індія                                                           |

### Національний повнометражний конкурс
Фільми, відібрані до Національного повнометражного конкурсу:
| Українська назва    | Режисер(и)           | Країна виробництва |
| ------------------- | -------------------- | ------------------ |
| Герой мого часу     | Тоня Ноябрьова       | Україна            |
| Гоголь Док          | Аліса Павловська     | Україна            |
| Дельта              | Олександр Течинський | Україна            |
| Коли падають дерева | Марися Нікітюк       | Україна            |
| Тера                | Нікон Романченко     | Україна            |

### Національний короткометражний конкурс
Фільми, відібрані до Національного короткометражного конкурсу:
| Українська назва                                         | Режисер(и)               | Країна виробництва    |
| -------------------------------------------------------- | ------------------------ | --------------------- |
| 8 годин                                                  | Лєна Шуліка              | Україна               |
| Батьківський день                                        | Марія Пономарьова        | Україна / Нідерланди  |
| В радості, і тільки в радості                            | Марина Рощина            | Україна               |
| Вихідний                                                 | Жанна Максименко-Довгич  | Україна               |
| Гойдалки                                                 | Валерія Сочивець         | Україна               |
| Затамувавши подих                                        | Олексій Соболєв          | США / Росія / Україна |
| Зв'язок                                                  | Жанна Озірна             | Україна               |
| Крокодил                                                 | Катерина Горностай       | Україна               |
| Магнітна буря                                            | Ігор Ганський            | Україна               |
| Mia Donna                                                | Павло Остріков           | Україна               |
| Про Марка Львовича Тюльпанова, який розмовляв із квітами | Дана Кавеліна            | Україна               |
| П'ять хвилин                                             | Яна Антонець             | Україна               |
| Штангіст                                                 | Дмитро Сухолиткий-Собчук | Україна / Польща      |

### Конкурс європейських документальних фільмів
Фільми, відібрані до конкурсу європейських документальних фільмів:
| Українська назва            | Оригінальна назва                   | Режисер(и)             | Країна виробництва           |
| --------------------------- | ----------------------------------- | ---------------------- | ---------------------------- |
| 69 хвилин з 86 днів         | 69 Minutes of 86 Days               | Егіль Госкйолд Ларсен  | Норвегія                     |
| Багато дітей, мавпа і замок | Muchos hijos, un mono y un castillo | Густаво Сальмерон      | Іспанія                      |
| Віддалене сузір'я           | Distant Constellation               | Шевон Мізрагі          | США / Туреччина / Нідерланди |
| Домашні ігри                | Домашні ігри                        | Аліса Коваленко        | Україна / Франція / Польща   |
| Михайло і Даниїл            | Михайло і Даниїл                    | Андрій Загданський     | Україна                      |
| Очі Орсона Веллса           | The Eyes of Orson Welles            | Марк Казінс            | Велика Британія              |
| Работ                       | Rabot                               | Крістіна Вандекеркгове | Бельгія                      |
| Тварини та інші люди        | Tere und Andere Menschen            | Флавіо Маркетті        | Австрія                      |

## Позаконкурсні програми

### Фестиваль фестивалів
| Українська назва         | Оригінальна назва               | Режисер(и)     | Країна виробництва                                 |
| ------------------------ | ------------------------------- | -------------- | -------------------------------------------------- |
| Донбас                   | Донбас                          | Сергій Лозниця | Німеччина / Україна / Франція Нідерланди / Румунія |
| Дочка моя                | Figlia mia                      | Лаура Біспурі  | Італія / Німеччина / Швейцарія                     |
| Звіти про Сару і Саліма  | The Reports on Sarah and Saleem | Муаяд Алаян    | Палестина Нідерланди / Німеччина / Мексика         |
| Молитва                  | La prière                       | Седрік Кан     | Франція                                            |
| Образа                   | L'insulte                       | Зіад Дуейрі    | Ліван / Франція                                    |
| Три обличчя              | سه چهره / Se rokh               | Джафар Панагі  | Іран                                               |
| Фокстрот                 | פוקסטרוט                        | Самуель Маоз   | Ізраїль / Німеччина / Франція Швейцарія            |
| Слон, що сидить нерухомо | 大象席地而坐                    | Ху Бо          | КНР                                                |

### Український мюзик-хол: українська ретроспектива
| Українська назва   | Оригінальна назва | Режисер(и)                   | Країна виробництва |
| ------------------ | ----------------- | ---------------------------- | ------------------ |
| Гармонь            | Гармонь           | Ігор Савченко                | СРСР               |
| Їхали ми, їхали... | Ехали мы, ехали…  | Юрій Тимошенко, Юхим Березін | СРСР               |
| Літа молодії       | Літа молодії      | Олексій Мішурін              | СРСР               |
| Поцілунок Чаніти   | Поцелуй Чаниты    | Євген Шерстобитов            | СРСР               |
| Чорноморочка       | Черноморочка      | Олексій Корєнєв              | СРСР               |

### Фокус: 70 років ізраїльського кіно
| Українська назва      | Оригінальна назва     | Режисер(и)                     | Країна виробництва         |
| --------------------- | --------------------- | ------------------------------ | -------------------------- |
| Ажамі                 | Ajami                 | Скандар Копті, Ярон Шані       | Ізраїль                    |
| За 5 годин від Парижа | Hamesh Shaot me'Pariz | Леонід Прудовські              | Ізраїль                    |
| І взяти собі дружину  | Ve'Lakhta Lehe Isha   | Роніт Елькабец, Шломі Елькабец | Ізраїль / Франція          |
| Іди, живи і стань     | Va, vis et deviens    | Раду Міхайляну                 | Бельгія / Італія / Ізраїль |
| Тіккун                | Tikkun                | Авішай Сіван                   | Ізраїль                    |

### Ретроспектива Наомі Кавасе
| Українська назва      | Оригінальна назва | Країна виробництва         | Рік  |
| --------------------- | ----------------- | -------------------------- | ---- |
| Сузаку                | Moe no suzaku     | Японія                     | 1997 |
| Сяйво                 | Hikari            | Японія / Франція           | 2017 |
| Тиха вода             | Futatsume no mado | Японія / Франція / Іспанія | 2014 |
| Червона квітка Місяця | Hanezu no tsuki   | Японія                     | 2011 |
| Шара                  | Sharasôju         | Японія                     | 2003 |

### Спеціальні покази
| Українська назва         | Оригінальна назва                                 | Режисер(и)              | Країна виробництва                  |
| ------------------------ | ------------------------------------------------- | ----------------------- | ----------------------------------- |
| 2001: Космічна одіссея   | 2001 A space odyssey                              | Стенлі Кубрик           | США / Велика Британія               |
| Into_нація великої Одеси | Into_нація великої Одеси                          | Олександр Бруньковський | Україна / Росія                     |
| Бузок                    | Бузок                                             | Катерина Горностай      | Україна                             |
| Дім                      | Дім                                               | Ірина Цілик             | Україна                             |
| ДВЕРІ                    | ДВЕРІ                                             | Ріта Кузьмина           | Україна                             |
| Какофонія Донбасу        | Какофонія Донбасу                                 | Ігор Мінаєв             | Україна                             |
| Капітан                  | Der Hauptmann                                     | Роберт Швентке          | Німеччина / Франція / Польща        |
| Короткі зустрічі         | Короткие встречи                                  | Кіра Муратова           | СРСР                                |
| Людський потік           | Human Flow                                        | Ай Вейвей               | Німеччина / США / Чилі Палестина    |
| Лялька                   |                                                   | Кіра Муратова           | Україна                             |
| Міхаель Кольхаас         | Michael Kohlhaas                                  | Арно де Пальєр          | Франція / Німеччина                 |
| Ніч пожирає світ         | La nuit a dévoré le monde                         | Домінік Роше            | Франція                             |
| Нове життя Гогіти        | გოგიტას ახალი ცხოვრება / Gogitas akhali tckovreba | Леван Когуашвілі        | Грузія / Хорватія / Росія / Україна |

#### Стрічки, присвячені 100-річчю від дня народження Інгмара Бергмана
| Українська назва                  | Оригінальна назва          | Режисер(и)     | Країна виробництва |
| --------------------------------- | -------------------------- | -------------- | ------------------ |
| Інгмар Бергман: Інтермеццо (док.) | Ingmar Bergman: Intermezzo | Гуннар Бергдал | Швеція             |
| Персона                           | Persona                    | Інгмар Бергман | Швеція             |

### ОМКФ— дітям: спільно з Childrenkinofest
| Українська назва                 | Оригінальна назва                         | Режисер(и)                    | Країна виробництва  |
| -------------------------------- | ----------------------------------------- | ----------------------------- | ------------------- |
| Великий злий лис та інші історії | Le Grand Méchant Renard et autres contes… | Патрік Імбер, Бенжамін Реннер | Франція / Бельгія   |
| Острів скарбів                   | Остров сокровищ                           | Давид Черкаський              | УРСР                |
| Мірай                            | 未来のミライ / Mirai no Mirai             | Мамору Хосода                 | Японія              |
| Сів заблукала усі сні            | Siv sover vilse                           | Катті Едфельдт, Лєна Ганно    | Швеція / Нідерланди |

## Нагороди
Нагороди були розподілені таким чином:

### Офіційні нагороди
Гран-прі
- Гран-прі «Золотий Дюк» — «Кришталь» (реж. Дар'я Жук)

Міжнародний конкурс
- Найкращий фільм — «Жаль» (реж. Бабіс Макрідіс)
- Найкраща режисура — Бабіс Макрідіс, за «Жаль»
- Найкраща акторська робота — Віктор Полстер за роль трансгендера-балерини у фільмі «Дівчина» реж. Лукаса Донта
- Спеціальна відзнака міжнародного журі — «Поророка» (реж. Константін Попеску)

Національний конкурс
- Найкращий український повнометражний фільм — «Дельта» (реж. Олександр Течинський)
- Найкращий український короткометражний фільм — «В радості, тільки в радості» (реж. Марина Рощина)
- Найкращий український режисер — Тоня Ноябрьова за стрічку «Герой мого часу».
- Найкраща акторська робота в національному конкурсі — Анастасію Пустовіт (за роль у фільмі «Коли падають дерева» Марисі Нікітюк)
- Спеціальне згадування:
  - Даня Кавеліна за короткометражну стрічку «Про Марка Львовича Тюльпанова, який розмовляв із квітами»
  - Жанна Озірна за короткометражний документальний фільм «Зв'язок».

Європейський документальний конкурс
- Найкращий фільм — «Домашні ігри» (реж. Аліса Коваленко)
- Спеціальний диплом — «69 хвилин з 86 днів» (реж. Егіл Хасьольд Ларсен)

«Золотий дюк» за внесок у кіномистецтво
- Ада Роговцева, акторка,  Україна
- Жаклін Біссет, акторка,  Велика Британія

### Незалежні нагороди
Приз ФІПРЕССІ
- Найкращий український повнометражний фільм — «Дельта» (реж. Олександр Течинський)
- Найкращий український короткометражний фільм — «Магнітна буря» (реж. Ігор Ганський)